# Katastralgemeinde Dullberg
Die Katastralgemeinde Dullberg ist eine von zwölf Katastralgemeinden der Gemeinde Klein Sankt Paul im Bezirk Sankt Veit an der Glan in Kärnten (Österreich). Sie hat eine Fläche von 785,35 ha (Stand 31. Dezember 2023).
Die Katastralgemeinde gehört zum Sprengel des Vermessungsamtes Klagenfurt.

## Lage
Die Katastralgemeinde liegt im Osten des Bezirks Sankt Veit an der Glan, mitten in der Gemeinde Klein Sankt Paul. Sie reicht vom Görtschitztal (634 m ü. A. am Südwestrand der Katastralgemeinde) bis zum Gertrusk, einem der Gipfel der Saualpe (2044 m ü. A. am Ostrand der Katastralgemeinde). Die Katastralgemeinde Dullberg grenzt im Norden an die Katastralgemeinde Buch, im Osten an die Katastralgemeinde Witra, berührt an einem Grenzpunkt im Südosten die Katastralgemeinde Lading, grenzt im Süden an die Katastralgemeinde Grünburg und an die Katastralgemeinde Filfing, im Südwesten an die Katastralgemeinde Ober St. Paul und an die Katastralgemeinde Wietersdorf, sowie im Westen an die Katastralgemeinde Wieting.

## Ortschaften
Auf dem Gebiet der Katastralgemeinde Buch liegen folgende Ortschaften: Buch, Dullberg, ein Teil von Kitschdorf, ein Teil von Unterwietingberg sowie die ehemalige Ortschaft Katschniggraben.

## Vermessungsamt-Sprengel
Die Katastralgemeinde gehört seit 1. Jänner 1998 zum Sprengel des Vermessungsamtes Klagenfurt. Davor war sie Teil des Sprengels des Vermessungsamtes St. Veit an der Glan.

## Geschichte
Ende des 18. Jahrhunderts wurden die Kärntner Steuergemeinden (später: Katastralgemeinden) gebildet und Steuerbezirken zugeordnet. Die Steuergemeinde Dullberg wurde Teil des Steuerbezirks Wieting.
Im Zuge der Reformen nach der Revolution 1848/49 wurden in Kärnten die Steuerbezirke aufgelöst und Ortsgemeinden gebildet, die jeweils das Gebiet einer oder mehrerer Steuergemeinden umfassten. Die Steuer- bzw. Katastralgemeinde Dullberg wurde Teil der Gemeinde Wieting. Die Größe der Katastralgemeinde wurde 1849 mit 1363 Österreichischen Joch und 614 Klaftern (ca. 785 ha, also die heutige Fläche) angegeben; damals lebten 144 Personen auf dem Gebiet der Katastralgemeinde. Im Zuge der Gemeindestrukturreform kam die Katastralgemeinde 1973 an die Gemeinde Klein Sankt Paul.
Die Katastralgemeinde Dullberg gehörte ab 1850 zum politischen Bezirk Sankt Veit an der Glan und zum Gerichtsbezirk Eberstein. Von 1854 bis 1868 gehörte sie zum Gemischten Bezirk Eberstein. Seit der Reform 1868 ist sie wieder Teil des politischen Bezirks Sankt Veit an der Glan, zunächst als Teil des Gerichtsbezirks Eberstein, seit dessen Auflösung 1978 als Teil des Gerichtsbezirks St. Veit an der Glan.